# Quadratmeile
Die Quadratmeile war bis ins 19. Jahrhundert hinein ein so weit wie die Meile verbreitetes europäisches und nordamerikanisches Flächenmaß. Ihr Ausmaß war auf Grund der unterschiedlichen Meilenlängen von Land zu Land unterschiedlich.

## Quadratmeile in Deutschland
Eine Einheit der im deutschsprachigen Raum bis ins 19. Jahrhundert verwendeten Quadratmeile entspricht einer Fläche von etwa 55–57 Quadratkilometern (vgl. Meile, in Deutschland von 7419 bis 7533 m).

## Anglo-AmerikanischeSquare Mile
Als square mile wird sie im angloamerikanischen Maßsystem und im 21. Jahrhundert vor allem noch in den Vereinigten Staaten angewendet. Eine Quadratmeile ist dort die Fläche eines Quadrats mit einer Kantenlänge von je 1 Meile („statute mile“; im Gegensatz zur „nautical mile“ = Seemeile). Diese Fläche entspricht umgerechnet 2,589988110336 km², also knapp 259 Hektar. 
Die Abkürzung für Quadratmeile in englischsprachigen Ländern ist sq mi oder mi².
1 mile = 1760 yards = 5280 feet = 63.360 inches = 1609,344 Meter
1 square mile (section) = 4 quarters = 640 acres = 3.097.600 square yards = 27.878.400 square feet = 4.014.489.600 square inches = 2.589.988,110336 m² = 2,589988110336 km²